# Cooksonia hemisphaerica
Cooksonia hemisphaerica es una especie de planta fósil datada en el silúrico descrita por primera vez por sus restos conservados en Gales, Reino Unido. 
Esta especie es una de las mejor conocidas de su género desde su descubrimiento en 1937 junto a Cooksonia pertoni. Según sus restos fósiles, de los que únicamente se conoce la porción aérea del gametófito, se sabe que poseía tallos aéreos de 6.5 cm como máximo de longitud y aproximadamente 1.5 mm de grosor, desnudos, fotosintéticos, erectos y con estomas en toda su superficie.
Según se ha podido identificar en tallos bien conservados poseía una estela central formada por traqueidas engrosadas siguiendo un patrón helicoidal. En el extremo de los tallos y tras un engrosamiento de estos se localizaban los esporangios existiendo también tallos estériles que no producían esporangios. Estos esporangios eran característicamente globosos a elípticos, característica ésta que permite diferenciar a Cooksonia hemisphaerica de otras especies del género. Estos esporangios aparecían en los tallos largos con formas más irregulares mientras que en los cortos eran más globosos. Estas diferencias en su morfología hace considerar a los presentes en tallos cortos, más cercanos a la bifurcación, como esporangios inmaduros o en desarrollo. Los esporangios producían esporas esféricas de 22.5 a 34.5 micras de diámetro.